# Ferry Boat (Marseille)
Ne doit pas être confondu avec Ferry (bateau).
Pour les articles homonymes, voir Ferry-boat (homonymie).
Le Ferry Boat est une ligne de transport maritime de passagers de Marseille. Il permet de traverser le Vieux-Port, du quai du Port (face à la Hôtel de ville) au quai de Rive-Neuve (face à la place aux Huiles)

## Caractéristiques

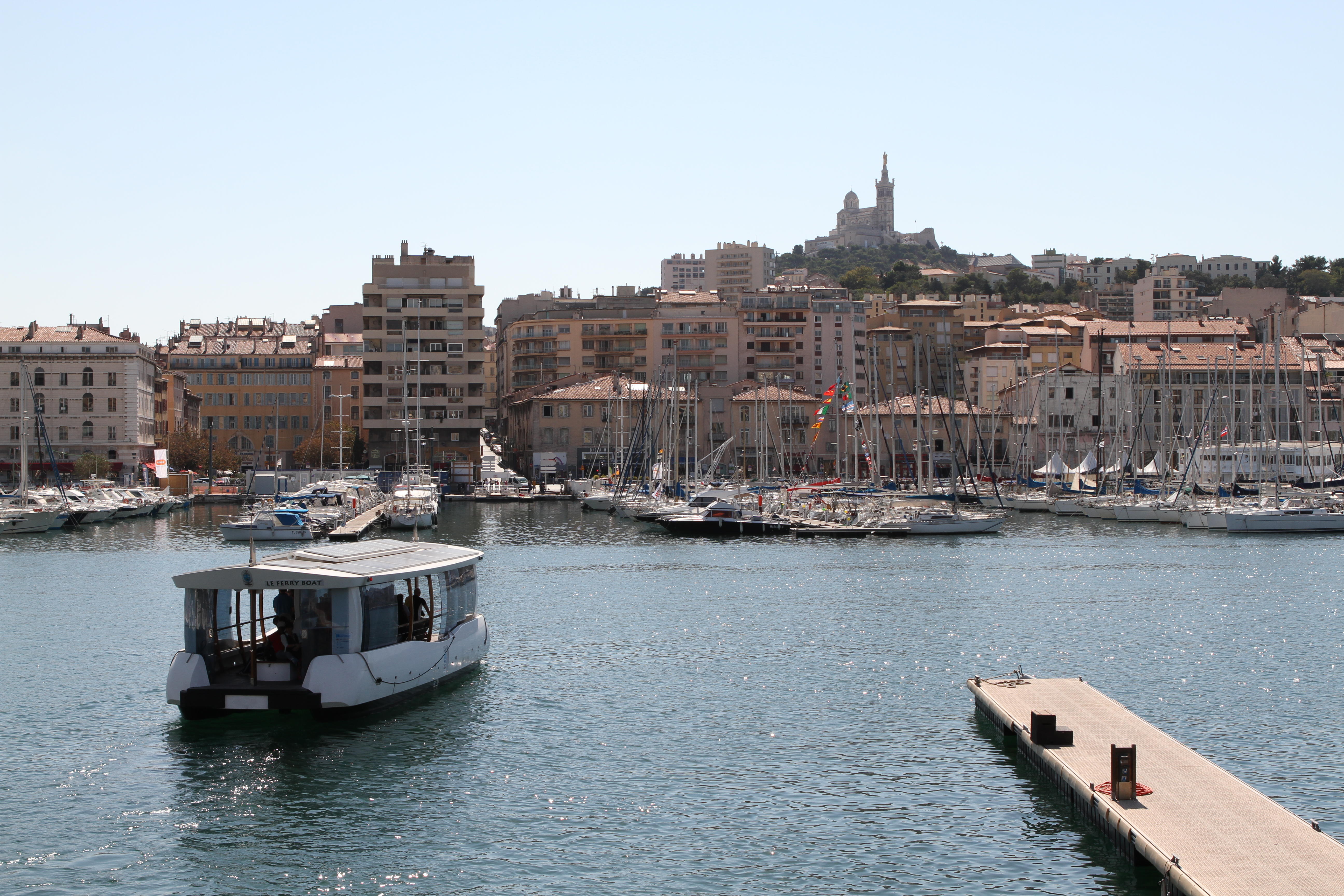
Le César quittant le quai à l'hôtel de ville et se dirigeant vers la place aux Huiles avec la basilique Notre-Dame-de-la-Garde dominant le vieux-port.

La distance parcourue à chaque trajet par le Ferry Boat est de 283 mètres. On entend parfois dire qu'il s'agirait la liaison maritime la plus courte du monde . Il existe toutefois des traversées nettement plus courtes : par exemple, la ligne de ferry Kivimo-Roslax (en Finlande, dans la mer Baltique) ne fait que 169 mètres de long.
La durée de la traversée de 3 à 4 minutes environ (à une vitesse autorisée de 4 Nœuds),.
La traversée coûte 0,50 €, et gratuite pour les titulaires d'un abonnement RTM ou City Pass.
Le Ferry Boat est en service tous les jours, de 7h30 à 20h30, avec une fréquence de passage de 10 minutes.

## Caractéristiques techniques
Le Ferry Boat est un catamaran amphidrome mesurant 13 mètres de long pour 4,70 mètres de large. Son poids à vide est de 10.5 tonnes,.
Sa capacité maximale est de 45 personnes par traversée, dont 20 places assises.
Un accès par plans inclinés et panne à hauteur variable permet aux personnes à mobilités réduites de monter à bord. 2 portes coulissantes vitrées électriques de chaque côté de 0,90 mètre permettent aux passagers d'embarquer.

## Histoire
La ligne est créée en 1880, le service est alors assuré par deux navires, les Mouche IV et Mouche VII, complétés à partir de 1952 par le César à propulsion diesel. Ces trois navires empruntent trois trajets différents, l'actuel entre l'hôtel de ville et la place aux Huiles, entre la Criée et la place de Lenche ainsi qu'entre le Lacydon et le fort Saint-Jean.
Le Ferry Boat est immortalisé par Marcel Pagnol, dans le film Marius qu'il a scénarisé (réalisé par Alexandre Korda), sorti en 1931.
La vétusté des Mouche et la concurrence du tramway entraînent un désintérêt pour le ferry boat si bien qu'il faillit disparaître dans les années 1980, mais les navires sont cédés gratuitement à la mairie en 1984.
En 2007, la traversée du Ferry Boat était proposée gratuitement par la Ville. En effet, la gestion de la billetterie engendrait quasiment autant de frais que la recette des billets. Du coup, la ville avait donc décidé de rendre la traversée gratuite.
En 2009, le César est remplacé par un navire à propulsion électrique, grâce à l'influence de l’adjointe à la mer de la mairie de Marseille France Gamerre (Génération écologie).
Depuis décembre 2015, la RTM a repris l'exploitation de la desserte, les deux navires et le personnel affecté.
La traversée jusqu'ici gratuite devient payante à partir du 22 février 2016 et coûte désormais 0,50€.